# Wojna w Pakistanie
Wojna w Pakistanie – konflikt zbrojny między armią pakistańską i amerykańską a islamistycznymi bojówkami Al-Ka’ida i Taliban, trwający od marca 2004 w ramach tzw. wojny z terroryzmem.
Pakistańscy talibowie zaczęli zbrojną walkę, gdyż ich celem jest obalenie rządu w Islamabadzie, uwolnienie pakistańskich i zagranicznych bojowników, wprowadzenie szariatu, przejęcie broni nuklearnej i ustanowienie globalnego kalifatu.
Od 2004 walki toczono w górskich regionach Waziristanu. Starcia corocznie były przerywane rozejmami, jednak nie były one respektowane, w wyniku czego 14 lutego 2006 Islamski Emirat Waziristanu ogłosił niepodległość, nieuznaną na arenie międzynarodowej. Przywódcą separatystów był Haji Omar. Separatyści pasztuńscy byli wspierani przez talibów oraz Al-Kaidę. 5 września 2006 Pakistan zawarł układ pokojowy ze starszyzną Waziristanu. Jednakże w wyniku operacji lotnictwa amerykańskiego, które atakowało pogranicze afgańsko-pakistańskie, gdzie domniemanie miał ukrywać się Usama ibn Ladin, talibowie zerwali układ i w 2007 dokonali szereg ataków w tym oblężenia meczetu Lal Masjid w Islamabadzie.
W październiku 2007 równolegle z walkami w Waziristanie, talibowie otwarli front w Wadi-e Swat. Pod koniec 2007 sytuacja polityczna w Pakistanie była bardzo niestabilna. Prezydent Pervez Musharraf wprowadził stan wyjątkowy i zawiesił konstytucję. 27 grudnia 2007 talibowie pod wodzą Baitullaha Mehsuda zamordowali na wiecu politycznym w Rawalpindi byłą premier Pakistanu Benazir Bhutto.
21 maja 2008 doszło do podpisania drugiej umowy pokojowej z talibskimi bojownikami. Jednakże i to porozumienie nie było respektowane przez strony konfliktu. W wyniku ataków ze strony rebeliantów, w sierpniu 2008 dokonano mobilizacji armii pakistańskiej, która przeprowadziła ofensywę w Bajaur. Trwające pół roku walki zakończyły się sukcesem armii. 18 sierpnia 2008 ze stanowiska prezydenta ustąpił Pervez Musharraf. Jego następcą został mąż zabitej byłej premier Pakistanu Benazir Bhutto – Asif Ali Zardari.
3 września 2008 czynnie do wojny z pakistańskimi talibami przyłączyli się Amerykanie. Tego dnia dokonali ataku na bastion rebeliantów w Angoor Ada w Waziristanie. W odwecie ekstremiści 20 września 2008 dokonali odwetowego zamachu terrorystycznego na hotel Marriott w Islamabadzie. Amerykanie od tego wydarzenia dokonywali regularnych nalotów na pakistańskie ziemie zajęte przez talibów, za pomocą bezzałogowych samolotów, tzw. dronów. Była to część kampanii antyterrorystycznej. Takich operacji, które z czasem przynosiły liczne ofiary cywilne, nie akceptował rząd pakistański, co spowodowało ochłodzenie na linii stosunków obu krajów. Jednak Pakistan był ważnym sojusznikiem USA w równoległej wojnie w Afganistanie, gdyż przez kraj przechodziły szlaki tranzytowe, przez które zaopatrywano wojska NATO.
Talibowie w nowej taktyce wojennej dokonywali częstych zamachów terrorystycznych wymierzonych często też w cywilów. Niestabilna sytuacja w Pakistanie spowodowała wzrost napięć między sunnitami i szyitami, co spowodowało do wybuchu przemocy między wyznawcami tych dwóch odłamów islamu. Talibowie zaczęli porywać także zagranicznych obywateli. Przez pakistańskich ekstremistów w lutym 2009 zabity został polski inżynier Piotr Stańczak.
Po walkach w lutym 2009 w Wadi-e Swat i wprowadzeniu obustronnego rozejmu, 13 kwietnia 2009, prezydent Zardari wprowadził w Wadi-e prawo koraniczne – szariat, czego domagali się talibowie. Maiło przyczynić się to do procesu pokojowego w Pakistanie. Jednak kilka dni później talibowie zbrojnie zajęli część Doliny Swat, w wyniku czego 26 kwietnia 2009, wojsko pakistańskie zainicjowało szeroko zakrojoną operację Czarna Burza. Sukces i tymczasowe wyparcie bojowników z Doliny, zmotywował wojsko do podjęcia szturmu na bastion rebeliantów w Południowym Waziristanie.
W czerwcu 2009 rozpoczęły się regularne ataki lotnicze na pozycje talibów. Lotnictwo pakistańskie zostało wsparte przez Amerykanów. W jednym z nalotów dronów, 5 sierpnia 2009 zginął przywódca pakistańskich talibów Baitullah Mehsud. Następcą Baitullaha w Tehrik-i-Taliban Pakistan został Hakimullah Mehsud. Ten kolejny sukces spowodował uruchomienie kolejnych operacji militarnych na terytoriach plemiennych Pakistanu. 17 października 2009 rozpoczęła się dwumiesięczna największa ofensywa sił pakistańskich operacja Rah-e-Nijat w Południowym Waziristanie.
Walki w Waziristanie Południowym zakończyły się porażką talibów. Na początku 2010 sytuacja w Waziristanie ustabilizowała się. Po zakończeniu ofensywy wszystkie Terytoria Plemienne Administrowane Federalnie oprócz Północnego Waziristanu i Agencji Orkazai były pod kontrolą rządu. W związku z tym pod koniec marca 2010 uruchomiono kolejną operację wojskową tym razem w Orkazai. Armia pakistańska nie przeprowadziła jednak ofensywy na bastion ekstremistów w Północnym Waziristanie, co destabilizowały cały rejon. Stamtąd talibowie przenikali na pozostałe obszary plemienne oraz dokonywali rajdów na terytoria Afganistanu i stacjonujące tam wojska ISAF. To z kolei powodowało odwetowe lotnicze ataki na krajówki i bazy talibów ze strony Amerykanów.
Ataki na wojska w afganistanie, wynikały z tego, iż lider TTP, Hakimullah Mehsud opowiadał się za międzynarodowym dżihadem. Nawiązał kontakty z kaszmirskimi ugrupowaniami Laszkar-e-Toiba i Dżajsz-e-Mohammad, a także Al-Ka’idą. Na przełomie 2009 i 2010 jego ugrupowanie nawiązało formalną współpracę z Al-Ka’idą, wspierając ludźmi, bronią i sprzętem afgańskich pobratymców mułły Muhammada Umara. Hakimullah zmienił również politykę ugrupowania wobec szyitów i chrześcijan. Baitullaha Mehsud, zakładał nieatakowanie pakistańskich chrześcijan i traktowanie ich raczej jako źródła potencjalnego znacznego dochodu dla przyszłego kalifatu, przez opodatkowanie. Hakimullah, kierując się ideologią Al-Kaidy, przeprowadzał liczne krwawe ataki i zamachy na innowierców, dążąc do ich wyeliminowania.
2 maja 2011 bez wiedzy i zgody władz pakistańskich amerykańskie jednostki specjalne Navy Seals Team zabiły Usamę ibn Ladina, poszukiwanego od 2001 „terrorystę nr 1” na świecie. Dążenie do zabicia ibn Ladina było przyczyną amerykańskiej inwazji na Afganistan (2001) oraz przygranicznych nalotów na Pakistan. Po śmierci ibn Ladina w Pakistanie zanotowano jednak zwiększenie aktywności islamskich radykałów. Z kolei stosunki amerykańsko-pakistańskie bardzo się pogorszyły. Padły oskarżenia, że władze pakistańskie ukrywały terrorystę na swoim terytorium. W listopadzie 2011 na domiar złego doszło do omyłkowego nalotu sił NATO w Pakistanie na posterunek pakistańskiego wojska. W wyniku tego incydentu władze w Islamabadzie zamknęły szlaki tranzytowe dla NATO w swoim kraju.
Tymczasem rebelia talibańska przynosiła coraz więcej ofiar. Rebelianci dokonywali zamachów terrorystycznych i podjęli taktykę walki partyzanckiej. Z zajętych przez wojsko terenów przenikali na inne, które były pacyfikowane przez armię we wcześniejszych operacjach. Fakt ten spowodował pat na terytoriach plemiennych, gdyż sukcesy operacji militarnych, nie okazały się dalekosiężnymi zwycięstwami, a talibowie poprzez sieć rozbudowanych kryjówek de facto kontrolowali Terytoria Plemienne Administrowane Federalnie. Będące w trudnej sytuacji władze w Islamabadzie ogłosiły chęć do rokowań pokojowych, jednak tylko w przypadku spełnienia warunku, którym było złożenie broni.
Ostatecznie wrześniu 2013 władze Pakistanu i TTP zgodziły się na pośrednie rozmowy pokojowe, po serii krwawych ataków na szyitów i chrześcijan w 2013. Terminu rozmów ustalono na 2 listopada 2013, jednak dzień wcześniej w ataku amerykańskiego drona zginął lider TTP - Hakimullah Mehsud. Talibowie zerwali dialog pokojowy i na kolejnego lidera ugrupowania mianowali Fazlullaha.

## Marzec 2004 – wrzesień 2006

### Pierwsze walki w Południowym Waziristanie
Pierwsze starcia miały miejsce w marcu 2004 w Południowym Waziristanie pod miejscowością Wana. Około 400 bojowników 16 marca zajęło ufortyfikowane miasto. W miejsce rebelii wysłano narodowe wojska Pakistanu, ponieważ sądzono iż na obszarze zajętym przez bojowników mogą się ukrywać liderzy Al-Kaidy, Usama ibn Ladin i Ayman al-Zawahiri. W wyniku pierwszych walk, które trwały tydzień zginęło około 50 osób po obu stronach.

### Rozejmy w Waziristanie

#### Rozejm z kwietnia 2004
Po marcowych starciach, które zakończyły się ostatecznie wyparciem terrorystów z miasta Wana, pakistański rząd wynegocjował w kwietniu 2004 z talibami rozejm na obszarze prowincji Waziristan. Ówczesny talibski dowódca Nek Muhammad Wazir podpisał nowy pokój z władzami Pakistanu.

##### Naruszenie rozejmu
Pokój został naruszony przez siły USA w czerwcu 2004, kiedy to Nek Muhammad został zabity w ostrzale amerykańskiego lotnictwa, które prowadziło równocześnie wojnę w sąsiadującym Afganistanie.

#### Rozejm z lutego 2005
W okolicznościach wybuchu ponownej wojny, Pakistan znów złożył ofertę rozejmu i tym razem został on podpisany w lutym 2005 roku przez następcę Neka Muhammada, Baitullaha Meshuda. Rozejm ten przyniósł w Waziristanie względny spokój.

##### Naruszenie rozejmu
4 maja 2005 armia pakistańska przeprowadziła najazd na prowincje Mardan, w wyniku której złapano członka Al-Kaidy Faraja Abu al-Libbi. Faraj Abu al-Libbi w chwili aresztowania był trzecią osobistością po bin Ladenie i Zawahirim Al-Kaidy. Faraj Abu al-Libbi był m.in. oskarżony o współorganizację zamachów na WTC 11 września 2001.
13 stycznia 2006 armia USA przeprowadziła wielką ofensywę w okręgu Bajaur. Atak odbył się około 7 km od afgańskiej granicy na górzystym terenie, gdzie rzekomo ukrywa się Usama ibn Ladin. W wyniku ataku zginęło 18 osób w większości powiązanych z Al-Ka’idą w tym 5 wysokich rangą członków tej terrorystycznej organizacji.
14 lutego 2006 Islamski Emirat Waziristanu ogłosił niepodległość, nieuznaną na arenie międzynarodowej. Przywódcą separatystów był Haji Omar. Separatyści pasztuńscy byli wspierani przez Talibów oraz Al-Kaidę.
4 marca 2006 talibowie rozpoczęli natarcie w rejonie walk. Niektóre źródła podają, że w tych walkach śmierć poniosło 70 osób, w tym 5 żołnierzy pakistańskich.
21 czerwca 2006 protalibscy bojownicy rzekomo mieli zestrzelić wojskowy helikopter sił pakistańskich. Rząd jednak zaprzeczył, aby ostrzał rakietowy był bezpośrednią przyczyną katastrofy maszyny. Ponadto w tym samym dniu wojska rządowe otworzyły ogień do rebeliantów znajdujących się w miejscu rozbicia się helikoptera, pozbawiając życia kilku ekstremistów. W samej katastrofie helikoptera miał zginąć jego pilot.

#### Rozejm z czerwca 2006
Także 21 czerwca 2006 gubernatorstwo Waziristanu wydało dekret, który mówił o zaprzestaniu walk wojsk z bojownikami, który stał się trzecim rozejmem.
26 czerwca 2006 doszło do pierwszego zorganizowanego samobójczego zamachu bombowego, w wyniku którego zginęło 9 wojskowych pakistańskich.

#### Porozumienie pokojowe z września 2006
5 września podpisano ostatni trzeci rozejm, w zasadzie na prawach pokojowych. Porozumienie podpisano w mieście Miranshah w Północnym Waziristanie, gdzie w czerwcu 2006 doszło do zamachu bombowego.
Umowa między bojówkami a rządem zawierała następujące postanowienia:
- armia pakistańska mogła odbudować infrastrukturę na plemiennych terenach w prowincji Waziristan
- armia w wyniku podpisania pokoju zobowiązała się do patrolowania terenu, na którym trwały walki
- rząd Pakistanu miał wypłacić odszkodowaniach za straty i rodzinom, które straciły w walkach krewne osoby
- bojowników z zagranicy (chodziło o talibów z Afganistanu) nie można było wpuszczać pod żadnym pozorem na terytorium Pakistanu
- zatrzymanie 2500 cudzoziemców podejrzewanych o terroryzm.

Podpisany pokój na wyżej wymienionych postanowieniach został uznany przez światowych komentatorów za sukces rządu pakistańskiego.
Wrześniowy rozejm jednak nie dał spokoju w państwie, ponieważ talibowie zmieniając taktykę zapoczątkowali plagę samobójczych zamachów terrorystycznych, które odbiły się na ofiarach cywilnych. Przed podpisaniem trzeciego rozejmu doszło jeszcze do kilku ataków na rebeliantów, które skłoniły bojówki do jego podpisania.

##### Napięcia po podpisaniu umowy
Niemal dwa miesiące po podpisaniu pokoju 30 października 2006, amerykańskie lotnictwo przeprowadziło ostrzał z powietrza. Śmigłowce, które zaatakowały teren Bajaur, na którym domniemanie miał się ukrywać Usama ibn Ladin wystrzeliły pięć pocisków. W wyniku tego aktu agresji ze strony USA zginęło ok. 70-80 pakistańskich bojowników.
W odwecie za atak rakietowy ekstremiści islamscy przeprowadzili 8 listopada 2006 zamach terrorystyczny, w wyniku którego zginęło aż 42 pakistańskich żołnierzy, a 20 odniosło poważne rany.

## Marzec 2007 – Luty 2008
Na początku roku 2007 wydało się, iż Islamski Ruch Uzbekistanu w walkach wspiera bojówki talibskie. Tahir Yuldashev dowódca tegoż ugrupowania to bliski powiernik Osamy bin Ladena. Od 29 marca armia pakistańska prowadziła operację w prowincji Waziristan, która na celu miała wyszukiwać bojowników z tego uzbeckiego ugrupowania. W przeciągu tygodnia schwytano dwóch wysoko postawionych bojowników z Islamskiego Ruchu Uzbekistanu. Z kolei w trwających walkach zginęło 52 bojowników, z czego 45 to prawdopodobnie terroryści z Uzbekistanu. 12 kwietnia uzbeccy terroryści po raz ostatni zaatakowali żołnierzy rządowych, a cztery dni później kierowali się ku północnej granicy, co mogło znaczyć, że po klęsce na początku 2007 wycofują się z wojny. Jednak na plemienne tereny Wazirisanu powrócili latem 2009, a ich dowódca Tahir Yuldashev został zabity w nalocie.

### Oblężenie Lal Masjid
3 lipca 2007 bojownicy zajęli meczet Lal Masijad w Islamabadzie. Wcześniej rebelianci zaatakowali pobliskie ministerstwo środowiska, biorąc z niego wielu zakładników, wśród których było dużo studentów. Z zakładnikami rebelianci zabarykadowali się w meczecie. W odpowiedzi na to siły pakistańskie błyskawicznie zareagowały. Żołnierze Pakistanu obeszli meczet dookoła. Takie oblężenie trwało aż do 11 lipca 2007. Podczas oblężenia dochodziło do ataków na żołnierzy pakistańskich. W trakcie oblężenia zginęło 108 osób, najwięcej podczas podjęcia szturmu meczetu przez armię rządową 10 lipca 2007. 11 lipca bojownicy poddali się i tym samym wycofali się z meczetu.
Już w trakcie oblężenia rebelianci w odwecie dokonywali samobójczych zamachów na terenie Waziristanu. 14 lipca zamachowiec-samobójca wmieszał się w tłum armii pakistańskiej, odpalając następnie ładunek wybuchowy. Zginęło wtedy 26 żołnierzy, rannych zostało 54 mundurowych. Dzień później w Waziristanie doszło do podobnego zdarzenia. Tym razem oprócz 16 zabitych żołnierzy, śmierć poniosło także 5 cywili, z kolei rannych zostało aż 47 osób w większości cywile. Był to czarny dzień w Waziristanie, bowiem jeszcze tego samego dnia 15 lipca kolejny zamachowiec-samobójca wtargnął na posterunek policji odpalając bombę. Wskutek tego ataku, zginęło 35 rekrutów policyjnych, a 35 policjantów odniosło obrażenia.
Okres wakacyjny w roku 2007 był bardzo napięty. Oprócz walk w Islamabadzie, w samym tylko dniach 24 lipca – 24 sierpnia w walkach zginęło ponad 300 osób – 250 bojowników i 60 żołnierzy.

### Ataki talibów
2 września rebelianci prowadzeni przez Baitullaha Mehsuda zastawili zasadzkę na pakistańskich żołnierzy. Celem ataku był konwój armii składający się z 17 pojazdów. Szacuje się, że w wyniku tej udanej inicjatywy terrorystów, pojmanych zostało około 247 żołnierzy.
12 września bojownicy ponownie zaatakowali żołnierzy Pakistanu. Talibowie pojmali wtedy 12 żołnierzy. 13 września zamachowiec-samobójca Ghazi Tarbela zaatakował jedną z pakistańskich grup armii, zabijając 20 członków z oddziału Karar (grupa komandosów – Pakistańskie jednostki elitarne). Oprócz tego 29 żołnierzy odniosło ciężkie obrażenia.
W serii 5 ataków terrorystycznych na placówki wojskowe 20 września 2007 w okręgu Bajaur, zginęło 65 żołnierzy pakistańskich, a prawie 100 zostało rannych. Niedługo po atakach rebelianci do tego pojmali kolejnych 25 żołnierzy. Wrzesień 2007 był czarnym miesiącem konfliktu. Jednego miesiąca zginęło ponad 100 wojskowych, a porwano aż 300 żołnierzy co nie zdarzyło się nigdy podczas tej wojny, nawet do dziś.

### Ofensywa wojsk pakistańskich w 2007

#### Walki w Północnym Waziristanie
W odwecie za ataki bojowników, dwa tygodnie później przygotowali odpowiedziała za wrześniowe wydarzenia.
Do pierwszych walk doszło 7 października, kiedy to rebelianci zaatakowali z zasadzki konwój wojsk narodowych ładunkami wybuchowymi domowej roboty. Od tego incydentu wybuchły walki na dobre. Bojownicy starali się prowadzić bitwę partyzancką, lecz czekający tylko na atak bojowników, armia narodowa pewnie atakowała rebeliantów. W pierwszym dniu krwawych walk zginęło prawie 200 osób i zniszczono 50 domów w wyniku czego poległo 35 cywilów.
15 października, pakistańscy żołnierze i bojownicy plemienni w północno-zachodniej prowincji Waziristan Północnego zgodzili się na podpisanie rozejmu, który obowiązywał do końca października 2007.

#### Walki w Dolnie Swat

Kolorem żółtym został zaznaczany obszar bitwy

Pod koniec października 2007 rozpoczęły się walki na dużą skalę w Wadi-e Swat. Walki wybuchły kiedy Fazlullah, próbował narzucić prawa szariatu w okolicznych wioskach. Miały mu w tym pomóc bojówki talibskie, którymi kierował.
Armia pakistańska licząca 3000 żołnierzy wyruszyła do prowincji Swat, by chronić tamtejszych mieszkańców. Wiadomo było wtedy z góry, że bardzo możliwa będzie konfrontacja z wojskiem talibskim. I tak też się stało. 25 października zaczęły się ciężkie walki. Od początku bitwy talibowie ponosili duże straty. Do końca października zginęło 130 bojowników. 7 listopada udało przełamać armii pakistańskiej linię oporu talibów i zdobyć czasową kontrolę nad duża ilością miejscowości w Wadi-e. 12 listopada do Doliny Swat dotarły posiłki z Islamabadu w postaci 2500 żołnierzy. W miastach oprócz żołnierzy rozlokowano także milicję, która strzegła porządku i pomagała wracać cywilom do swych domów. Pod koniec listopada talibowie ponowili jeszcze ataki, ale bezskutecznie. Po kapitulacji talibskiej z 8 grudnia 2007, stwierdzono iż zginęło 350 bojowników, a 143 schwytano i osadzono w więzieniach. Po stronie wojsk rządowych odnotowano 58 osób zabitych. Zginęło także 30 cywili.
Także był to ważny sukces armii pakistańskiej po okresie załamania morale żołnierzy.

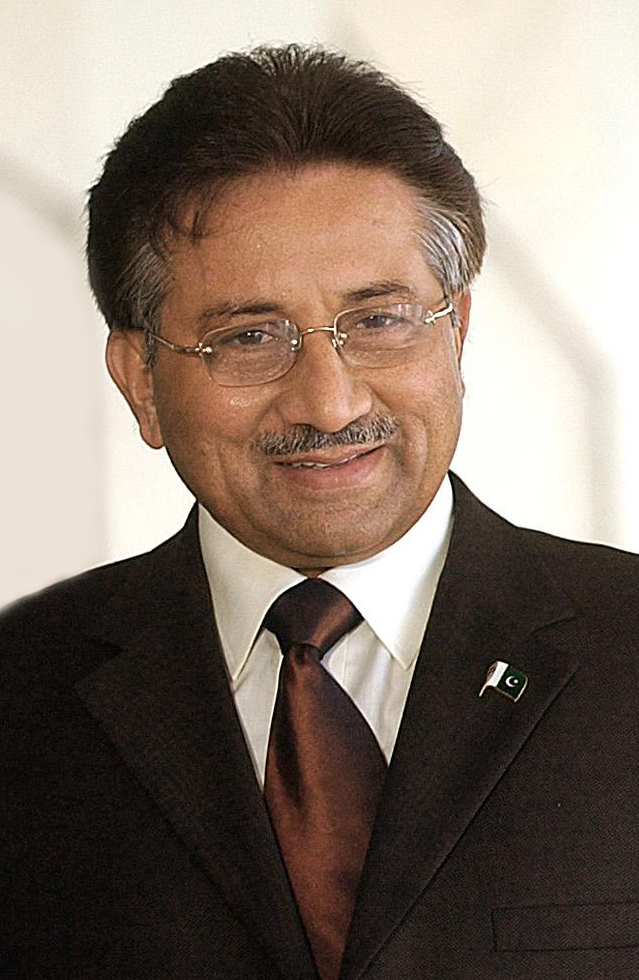
Pervez Musharraf był oskarżany o działania niezgodne z konstytucją

Rząd ogłosił zwycięstwo nad talibami, jednak po kilku miesiącach sytuacja wróciła do status quo ante, gdyż Fazlullah stopniowo wprowadzał prawo szariatu i wypierał jednostki sił rządowych.

### Stan wyjątkowy w Pakistanie
3 listopada 2007 ówczesny prezydent Pervez Musharraf ogłosił wprowadzenie stanu wyjątkowego w Pakistanie, jednocześnie zawieszając konstytucję. 29 listopada 2007 roku podczas stanu wyjątkowego został zaprzysiężony na drugą kadencję. Stan wyjątkowy obowiązywał do 15 grudnia 2007. Wprowadzenie stanu wyjątkowego to reakcja Musharrafa, na kontrowersje w kraju po wygranych przez niego wyborach prezydenckich z 6 października. Musharaffa oskarżało się o działania niezgodne z konstytucją. Była to też wzniosłość na rosnącą rebelię w Waziristanie.

### Zamach na Benazir Bhutto

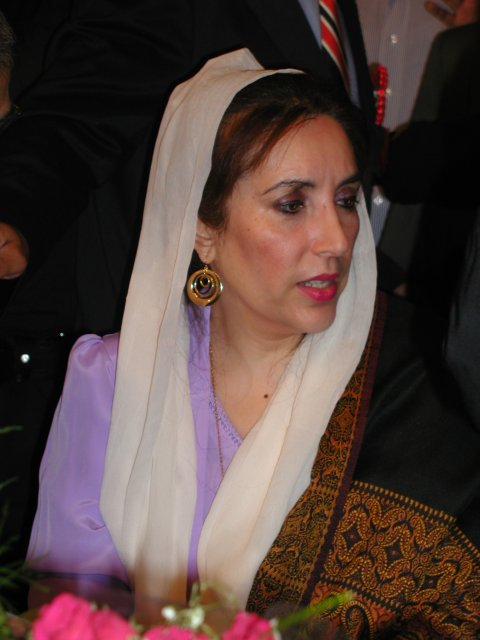
Benazir Bhutto

Była premier Pakistanu Benazir Bhutto zginęła 27 grudnia 2007 w Rawalpindi w zamachu terrorystycznym. Stało się to, gdy opuszczała wiec polityczny PPL kończący kampanię przed zaplanowanymi na styczeń 2008 wyborami parlamentarnymi. Wsiadła do swojego kuloodpornego samochodu i wychyliła się przez okno w dachu, aby pozdrowić tłumy. W tym momencie zamachowiec organizacji powiązanej z Al-Ka’idą oddał 2 strzały w jej kierunku. Chwilę później zdetonował posiadany przy sobie ładunek powodując przy tym śmierć około 20 innych osób. Oficjalnie za zamachem stoi Baitullah Mehsud.
Bhutto przewieziono natychmiast do miejscowego szpitala, jednak mimo tego zgon stwierdzono o godzinie 18:16 czasu lokalnego (13:16 GMT). Pierwsze informacje medialne głosiły, iż Bhutto zginęła na skutek postrzału w szyję i klatkę piersiową.
Dzień później, na specjalnie zorganizowanej konferencji Ministerstwa Spraw Wewnętrznych Pakistanu zaprezentowano film przedstawiający ostatnie chwile życia Benazir Bhutto. Zdementowano informacje, jakoby kobieta zmarła na skutek postrzału w szyję i klatkę piersiową. W ciele Bhutto nie wykryto śladów kul, a ostateczną przyczyną jej zgonu było, według MSW, pęknięcie czaszki (siłą wybuchu została rzucona na samochód i lewą skronią nadziała się na dźwignię szyberdachu samochodu, do którego wsiadła).
W pierwszych dniach roku 2008 po zabójstwie Benazir Bhutto, w Pakistanie panował niepokój. Po zamachu walki wybuchały sporadycznie. Dopiero 15 stycznia talibowie zaatakowali pakistański garnizon Frontier Constabulary składający się z zaledwie 42 żołnierzy. Miejscem ataku była miejscowość Jandola w Waziristanie. W walce wręcz, trwającej ok. cztery godziny, zginęło 7 żołnierzy i ok. 50 talibów. Kilku żołnierzy pakistańskich porwano. Świadkowie starcia, relacjonowali, iż rebelianci sami się wycofali z linii oporu żołnierzy. W następstwie wygranej bitwy przez rządowych żołnierzy, rozstawiono w obszarze walk, dodatkowe patrole wojsk.

### Wybory parlamentarne
- Osobny artykuł: Wybory parlamentarne w Pakistanie w 2008 roku.

Wybory parlamentarne w Pakistanie zostały przeprowadzone 18 lutego 2008 roku. Wybory z 32,69% poparciem wygrała Pakistańska Partia Ludowa, która zdobyła 89 mandatów.
29 lutego 2008 podczas pogrzebu w Wadi-e Swat doszło do krwawego zamachu bombowego, podczas którego zginęło 45 osób, a 82 zostało rannych.

### Układ pokojowy w Waziristanie z maja 2008
Baitullah Mehsud, dowódca grup bojowników w Waziristanie 7 lutego wysunął propozycję rządowi oferty rozejmu i negocjacji pokojowych. W wyniku tej propozycji 21 maja 2008 Pakistan podpisał umowę pokojową z bojownikami. Wraz z podpisaniem pokoju, Pakistan zobowiązał się do stopniowego wycofywania wojsk z północno-zachodnich rejonów Pakistanu. Z kolei talibowie i plemiona z nimi powiązane musiały zamknąć obozy szkoleniowe rebeliantów, a także nie wpuszczanie do Pakistanu zagranicznych bojowników i zaprzestanie ataków terrorystycznych. Łącznie układ z 21 maja miał 15 punktów mówiących o zasadach pokojowych.

## Czerwiec 2008 – kwiecień 2009

### Wydarzenia po podpisaniu pokoju
Mimo porozumienia sporadyczne walki trwały do końca czerwca i eskalowane były przejęciem przez bojowników 24 czerwca miasta Jandola leżącego w Południowym Waziristanie. Na początku czerwca w prowincji Peszawar talibowie porwali 16 chrześcijan. Uwolniono ich dopiero kilka dni później pod groźbą interwencji wojsk.
28 czerwca armia pakistańska rozpoczęła ofensywę o kryptonimie Sirat-e-Mustaqeem w regionie Chajber. W operacji trwającej do połowy lipca zginął zaledwie jeden bojownik i dwóch żołnierzy.
6 lipca zamachowiec-samobójca zdetonował ładunek pod posterunkiem policji w Islamabadzie, zabijając 12 policjantów i siedmiu cywilów. 53 osób zostało rannych.
12 lipca rebelianci ostrzelali kordon wojska, powodując zabicie 17 żołnierzy.
19 lipca rozpoczęły się krwawe walki między rebeliantami powiązanymi z Al-Ka’idą a miejscowymi plemionami pro-rządowymi. W czterodniowych walkach zginęło 15 bojowników pro-rządowych, 120 rebeliantów Al-Kaidy, 9 żołnierzy i 2 cywilów. Ponad 200 rebeliantów schwytano, a do tego przejęto spore składy broni. 21 lipca w walkach w Beludżystanie zginęło 94 rebeliantów, 22 żołnierzy, 1 policjant oraz 28 cywili.
W dniach 28 lipca-4 sierpnia armia rządowa przeprowadziła operację w Wadi-e Swat, przeciwko miejscowym rebeliantom. w wyniku ciężkich walk i zaciętemu oporowi rebeliantów zginęło 94 terrorystów i 22 żołnierzy.
Tak więc mimo podpisania pokoju w Pakistanie walki nie ustały, a w okrasie wakacyjnym 2008 nastroje spiętrzyły się do tego stopnia, że w okręgach Bajaur oraz Waziristan pod koniec 2008 roku armia pakistańska prowadziła regularną wojnę z bojownikami.

### Wybuch walk w okręgu Bajaur
Walki rozpoczęły się 7 sierpnia, kiedy to armia Pakistanu zaatakowała Talibów w twierdzy w Bajaur.
Pierwsza seria walki wokół Bajaur trwały trzy dni. Pierwszego dnia w dziewięciogodzinnych walkach zginęło co najmniej 20 talibów. Armia pakistańska zmobilizowała do walki ok. 8000 żołnierzy. W całym sierpniu trwały ciężkie regularne walki.
23 sierpnia rozpoczęły się krwawe walki w Wadi-e Swat, która leży nieopodal Agencji Bajaur. W tym momencie na północy Pakistanu utworzył się drugi front, który umożliwił szybsze pokonanie talibów w strefach walk, ze względu na podzielenie się ich bojówek. Siły rządowe zabiły co najmniej 35 talibów w Swat. Zginęło także 4 wojskowych. Starcia pomiędzy wojskiem a ekstremistami wybuchły bezpośrednio po przeprowadzeniu dwóch zamachów na posterunki policji w Wadi-e Swat, w których zginęło co najmniej 15 osób. Do końca września 2008 w walkach poległo ok. 1000 rebeliantów. Wśród nich jest jeden z lokalnych wodzów Al-Kaidy – Egipcjanin Abu Saeed Al-Masri. W tym samym armia poniosła 82 straty.

### Rezygnacja Musharaffa, wybory prezydenckie

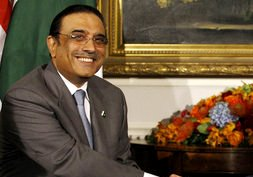
Asif Ali Zardari wygrał wrześniowe wybory

Wobec grożącej mu ze strony parlamentu procedury zdjęcia z urzędu (impechmentu), w dniu 18 sierpnia 2008 roku zrezygnował ze swojej prezydentury. Jego następcą został mąż zmarłej 27 grudnia 2007 roku byłej Premier Pakistanu Benazir Bhutto – Asif Ali Zardari, który wygrał wybory z 6 września zdobywając 458 z 702 głosów elektorów.

### Atak na Angoor Ada
Amerykanie 3 września 2008 zaatakowali rebeliantów nieopodal miasta Angoor Ada w prowincji Waziristan. Operacja rozpoczęła się o 3.00 czasu lokalnego. W walce z talibami wykorzystywano przede wszystkim amerykańskie lotnictwo – trzy śmigłowce Black Hawk.
Na pokładach śmigłowców zasiadło 45 żołnierzy USA. Podczas rozpoczęcia walki, jeden ze śmigłowców wylądował i rozładowano z niego żołnierzy, a dwa pozostałe uczestniczyły w walce z powietrza. W walce uczestniczyły również dwa myśliwce F-16, które odegrały główną rolę w ataku posiadłości aktywisty islamskiego Rehmana Walego. W kierunku budynku wystrzelono co najmniej trzy pociski rakietowe. W wyniku ataku na domy zginęli wszyscy mieszkańcy, niestety nie udało się ustalić ile ich było. Całe zdarzenie trwało około 30 minut. Natomiast pozostałe śmigłowce przeprowadziły atak na bojówkarzy talibskich. W wyniku ostrzału zginęło kilku bojowników – mówił urzędnik amerykańskiej armii, ale odmówił podanie dokładnej liczby ofiar. Niektóre pakistańskie źródła mówią o piętnastu ofiarach, w tym kobiety i dzieci. Fakt ten wywołał falę oburzenia i protestów w Pakistanie.
W kolejnych tygodniach toczyły się kolejne krwawe walki, w których jak na razie śmierć poniosło około 800 talibów. Ewakuowano dotychczas 300 000 mieszkańców prowincji z powodu walk.

### Zamach w Islamabadzie
20 września doszło do zamachu w Islamabadzie na Hotel Marriott. W ataku zginęły 54 osoby, 266 zostały ranne. Zamach bombowy w Islamabadzie na hotel Marriott z 20 września jest przypisywany talibom odwet za poniesione klęski w Bajaur.

### Stany Zjednoczone w walce z talibami na terytorium Pakistanu
Pakistan oprócz problemu partyzantki talibskiej nie mógł się porozumieć z USA, którzy z powietrza bez zgody Islamabadu ostrzeliwali regularnie talibów, naruszając przy tym przestrzeń powietrzną Pakistanu. Feralna akcją Stanów Zjednoczonych okazało się 4 września odpalenie rakiet z terytorium Afganistanu, które spadły na wioskę Pakistanu, zabijając 15 mieszkańców owej wioski.
Od 8 września trwały kolejne naloty bezpilotowych samolotów. W wyniku prowadzonej operacji 12 września zginęło co najmniej 12 osób w ostrzale rakietowym, przeprowadzonym prawdopodobnie przez amerykańskie samoloty bezpilotowe w pakistańskim Północnym Waziristanie, niedaleko granicy afgańskiej. Po serii ataków Pakistan w środku września gwałtownie protestował przeciwko naruszaniu swej terytorialnej integralności.
14 września armia pakistańska poinformowała, że w serii walk przez tydzień 150 talibów, a dwa razy tyle poważnie raniono.

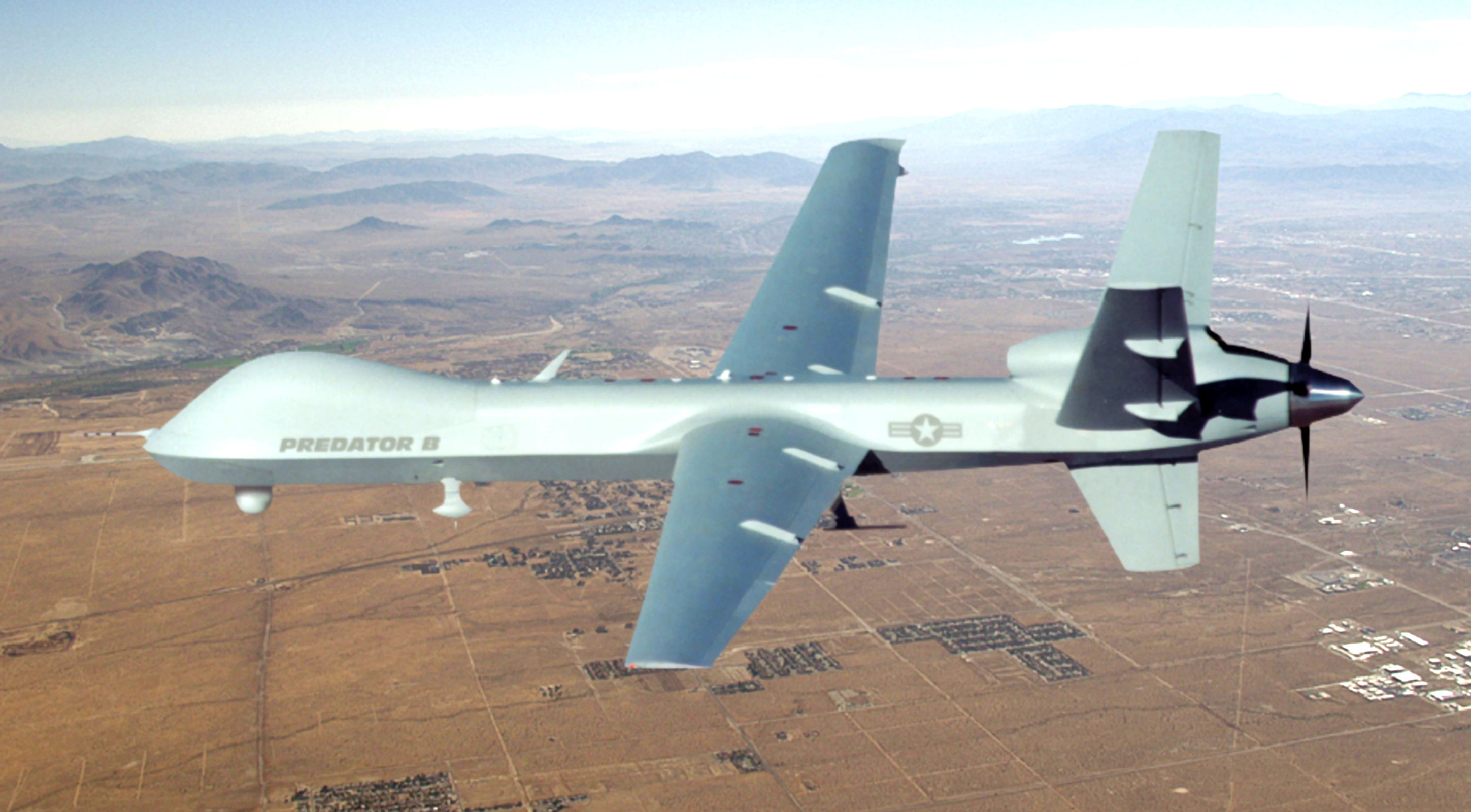
Bezzałogowy samolot amerykańskich sił powietrznych

16 września generał wojsk Pakistanu Athar Abbas wydał oświadczenie, z którego wynika iż siły pakistańskie mają strzelać do Amerykanów, którzy naruszają terytorium Pakistanu. Gdy będzie jasne, że obce wojska znajdują się na terytorium lub w przestrzeni powietrznej Pakistanu, żołnierze powinni otworzyć ogień, żadne wtargnięcia nie będą tolerowane  – zaznaczył generał. USA w odpowiedzi oskarżyło władze Pakistanu, iż nie robią one wystarczająco dużo, aby zapobiec przedostawaniu się talibów i bojowników Al-Kaidy przez granicę pakistańsko-afgańską. Amerykanie jednak nie podporządkowali się tej decyzji. Nazajutrz po wydaniu oświadczenia, Armia Stanów Zjednoczonych kontynuowała operację na pograniczu. 17 września zginęło kolejnych 6 osób w ostrzale rakietowym.
Skuteczność nowego rozkazu wydanego przez generała Athara Abbasa, został przetestowany 22 września, kiedy to armia pakistańska ostrzelała dwa bezzałogowe samoloty, które naruszały przestrzeń terytorialna Pakistanu. 25 września doszło do wymiany ognia wręcz między armią USA a pakistańską. Rannych zostało kilka żołnierzy, informacji o ofiarach nie doniesiono.
28 września w rejonie walk porwano Polaka z firmy Geofizyka Kraków przez talibów, a następnie wywieziono go w plemienne rejony pogranicza.
5 października w nocy doszło do kolejnej potyczki talibsko-pakistańskiej w rejonach Rashakai, Tang Khata oraz Ghandai, tym razem bez asekuracji wojsk USA. W walkach zginęło 9 talibów.
9 października Stany Zjednoczone, przeprowadziły kolejny atak rakietowy na terenie Pakistanu. Celem ataku był dom we wsi Tappi, oddalonej o ok. 20 km na wschód od głównego miasta regionu, Miranshah. Źródło w pakistańskich służbach wywiadowczych zidentyfikowało właściciela domu jako członka plemienia, sympatyzującego z bojownikami. Wśród ofiar jest trzech Arabów i sześć innych ofiar.
Powtórką tego wydarzenia był 11 października, kiedy w podobnych okolicznościach zginęły trzy osoby. Rakiety zostały odpalone z dwóch bezpilotowych samolotów USA.
Według Edwarda Haliżaka i Romana Kuźniara, bombardowanie terytorium Pakistanu, było równie „skuteczne jak bombardowanie Kambodży w czasie wojny w Wietnamie” i „pogłębiało brak stabilności” w Pakistanie.

### Dalsze walki i mniejsze uczestnictwo USA w operacji
17 października doszło do nalotu, tym razem w incydencie udział brało jedynie pakistańskie lotnictwo. Rzecznik wojsk pakistańskich major Nasir Ali powiedział, że narodowe myśliwce zniszczyły dwa obozy szkoleniowe islamskich bojowników zabijając 60 z nich i raniąc wielu innych.
Kolejne bombardowanie sił pakistańskich odbyło się dwa dni później. Lotnictwo 19 października zbombardowało pozycje bojowników zabijając 27 z nich. Po nalocie doszło do walk na powierzchni ziemi, w wyniku których nie zginął żaden żołnierz Pakistanu, lecz 3 bojowników.
26 października doszło do nalotu rakietowego bezzałogowych samolotów USA. 20 bojowników poniosło śmierć – poinformowali przedstawiciele wywiadu pakistańskiego. „Wystrzelono dwie rakiety, które uderzyły w dwa domy w wiosce Szakai. Około 20 bojowników poniosło śmierć” – powiedział anonimowy przedstawiciel wywiadu Pakistanu. Wioska położona jest w Południowym Waziristanie.
31 października rebelianci przeprowadzili zamach bombowy na konwój policyjny w mieście Mardan na drodze prowadzącej z Islamabadu do Bajauru. Zginęło około 9 osób głównie policjanci.
Również ostatniego dnia października 2008 lotnictwo USA dokonało mimo gróźb Pakistanu kolejnego nalotu na terytorium tegoż kraju w miejscowości Mir Ali. Tym razem atak był bezbłędny – zginęło 32 rebeliantów pochodzących z Al-Kaidy lub z tą terrorystyczną organizacją powiązanymi. Wśród zabitych był przywódca Al-Kaidy w Pakistanie – Egipcjanin Abu Dżihad al-Masri. Al-Masri wcześniej pojawiał się na kasetach wideo z komunikatami Al-Kaidy, przesyłanymi mediom. Za jego zabicie lub schwytanie Amerykanie wyznaczyli nagrodę miliona dolarów.

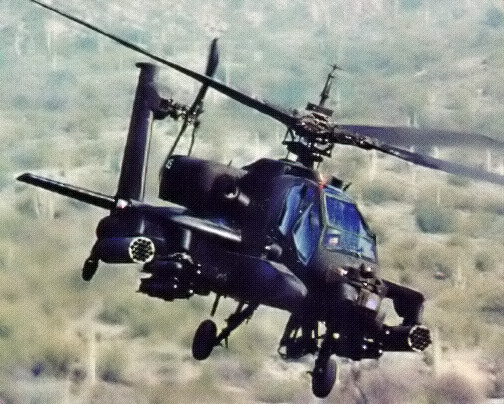
Śmigłowiec AH-64 nad Pakistanem

2 listopada 2008 w zamachu samobójczym niedaleko miasta Wan w Południowym Waziristanie zginęło ośmiu Pakistańskich żołnierzy. Zamachowiec-samobójca wjechał wyładowanym środkami wybuchowymi samochodem w posterunek kontrolny armii w Zalai, niedaleko miasta Wan – głównego ośrodka Południowego Waziristanu. Zamach ten to prawdopodobnie odwet za amerykański nalot z 31 października.
4 listopada talibowie porwali grupę dzieci szkolnych w wieku od 8-18 lat. Chłopcy zostali oskarżeni przez talibów o szpiegowanie na rzecz sił bezpieczeństwa. 6 listopada zostali uwolnieni. Warunkiem zwolnienia ich przez talibów były gwarancje rodziców, że uczniowie nie będą uczestniczyć w jakichkolwiek działaniach, wymierzonych przeciwko islamistom.
Także 6 listopada armia przeprowadziła nalot na kryjówki talibów w Waziristanie. Zginęło 15 bojowników. W odwecie bojówki talibskie zaatakowały lotnisko w Peszawarze, leżący tuż przy granicy z Afganistanem. Talibowie na lotnisko wystrzelili pociski rakietowe, uszkadzając trakcję elektryczną pod miastem, w tym stację przesyłową, co doprowadziło do przerwania dostaw prądu dla części regionu. Na samym lotnisku nie doszło do większych strat.
Armia pakistańska szła za ciosem i 7 listopada w ataku z powietrza na cel w Pakistanie, w pobliżu granicy z Afganistanem zginęło co najmniej 13 ekstremistów.
19 listopada amerykańskie lotnictwo po raz kolejny ostrzelało pogranicze. Tym razem rakiety spadły na rejon Bannu. Amerykanie strzelali z terytorium Afganistanu. Zginęło 5 osób prawdopodobnie talibowie.
28 listopada siedem osób, policjantów i cywili zginęło, a 15 zostało rannych w samobójczym zamachu w mieście Bannu. Bannu leży blisko plemiennego rejonu Waziristanu Północnego, jednego z bastionów pakistańskich talibów, związanych z bojownikami Osamy bin Ladena.
29 listopada bezzałogowy samolot, najpewniej według lokalnych źródeł należący do USA odpalił pocisk rakietowy na granicy. W nalocie na zginęły dwie osoby.
5 grudnia został przeprowadzony zamach bombowy w Orakzai. Przedstawiciele rządu oświadczyli, że zginęło siedem osób. Świadkowie twierdzą, że widzieli sześć ciał; wśród ofiar byli policjanci.
Tego samego dnia doszło do zamachu w centrum Peszawaru. W wyniku eksplozji samochodu-pułapki, poległo co najmniej 17 osób, a około 70 osób odniosło obrażenia.
8 grudnia islamscy terroryści zaatakowali po raz kolejny w grudniu terminal na pograniczu pakistańsko-afgańskim, będący bazą ciężarówek, którymi transportowane jest zaopatrzenie dla sił NATO i USA w Afganistanie. Rebelianci podpalili 50 takich wojskowych samochodów.
15 grudnia doszło do kolejnego ataku rakietowego amerykańskiego na terytorium Pakistanu. Rakiety spadły na dom cywilny we wiosce Tabi. W wyniku tego zginęło dwóch cywilów, a trzech zostało poważnie rannych.

### Demonstracje fundamentalistów przeciwko Amerykanom
Zwolennicy pakistańskiej partii muzułmańskich fundamentalistów demonstrowali w Peszawarze 18 grudnia, przeciwko akcjom USA w Waziristanie. Radykałowie domagają się od władz Pakistanu, aby te zablokowały trasy transportowe NATO, którymi siły sojusznicze transportują zaopatrzenie dla wojsk do Afganistanu. Wzburzeni demonstranci sądzą, że Pakistan udostępnia USA szlaki, a ci za to spuszczają na nich bomby. Protest w Peszawarze był pierwszy na tak dużą skalę od kilku lat.
Muzułmanie słowa zamienili w czyny. W nocy z 19, na 20 grudnia zaatakowali szlaki, na których poruszają się ciężarówki z zaopatrzeniem NATO. W jednym z ataków na cysternę, zginęły trzy osoby.

### Przemieszczenie się wojsk pakistańskich z Zachodu na Wschód
Wojska pakistańskie, liczące tysiące żołnierzy zaczęły przemieszczać 25 grudnia się z zachodniej granicy afgańskiej na wschodnią granicę indyjską. Powodem tych przeprowadzek wojsk, są napięcia między Pakistanem a Indiami, po listopadowych atakach na luksusowe hotele w Mumbaju. Indie zarzucały Pakistanowi, że ten robi stosunkowo mało, aby powstrzymać działalność terrorystów w swoim kraju. W wyniku tego przemieszczenia może nastąpić wzrost rebelii w Waziristanie, pod nieobecność armii narodowej. Jednak napięcie między krajami w styczniu 2009 zdecydowanie opadło.

### Operacja naPrzełęczy Chajberskiej

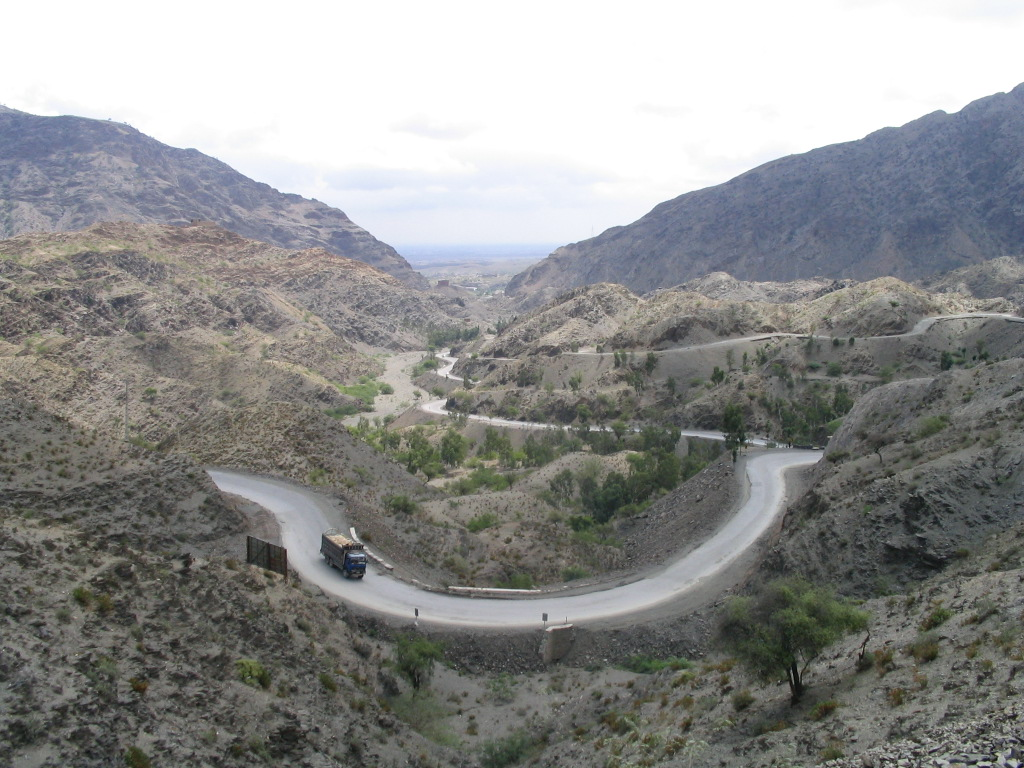
Zamknięto szlaki, którymi poruszały się natowskie ciężarówki na czas operacji chajberskiej

Pakistan 30 grudnia zamknął Przełęcz Chajberską, w której mieści się droga transportu dla wojsk NATO. Przyczyną jest początek nowej operacji, pakistańskich sił rządowych przeciwko miejscowym bojownikom. Wojsko jest wspierane przez helikoptery, artylerie i czołgi podczas operacji. Pakistan podczas rozpoczęcia operacji kontrolował przełęcz. Na obszarze działań operacyjnych wprowadzona została godzina policyjna.
10 stycznia 2009 600 bojowników zaatakowało w okręgu Mohmand w pobliżu granicy z Afganistanem armię Pakistanu. Poległo 46 rebeliantów oraz 6 żołnierzy Pakistanu.
W nocy z 22 na 23 stycznia prawdopodobnie amerykanie opalili z samolotów bezzałogowych pociski, które zabiły 18 osób. Pierwszy atak wydarzył się w wiosce Zharki (Północny Waziristan). w pierwszym ataku bezzałogowy samolot odpalił trzy pociski w ciągu 10 minut zabijając 10 osób. Drugi atak miał miejsce w Południowym Waziristanie. W atakach zginęło co najmniej 5 bojowników, a reszta to cywile.
3 lutego rebelianci wysadzili w powietrze ważny dla sił ISAF w Afganistanie most na przełęczy Chajber między Afganistanem a Pakistanem. Most ten był szlakiem zaopatrzeniowym dla wojsk w Afganistanie.
16 lutego w okręgu Kurram na pograniczu pakistańsko-afgańskim doszło do ataku samolotu bezzałogowego, w którym zginęło 30 talibów.
20 lutego w mieście Dera Ismail Khan doszło do samobójczego zamachu, w wyniku którego zginęło 30 osób, a 60 zostało rannych.
1 marca w wyniku amerykańskiego nalotu zginęło 8 rebeliantów powiązanych z Al-Ka’idą. Do ataku doszło w pobliżu wioski Sarorogha.

### Porwania w Pakistanie
Na początku lutego terroryści porwali w pakistańskim mieście Kweta amerykańskiego pracownika Wysokiego Komisarza ONZ ds. Uchodźców (UNHCR). Do porwania doszło, kiedy Amerykanin jechał do pracy wraz ze swoim kierowcą, którego zastrzelono. Porwany nazywał się John Solecki. 13 lutego talibowie ujawnili film z porwanym.
7 lutego talibowie z ugrupowania „Tahreek-i-Taliban” zamordowali polskiego zakładnika Piotra Stańczaka porwanego 28 września 2008.
14 lutego talibowie zwolnili porwanego 29 sierpnia 2008 Chińczyka. Według porywaczy był to gest dobrej woli.
22 lutego mimo obowiązującego w Wadi-e Swat rozejmu, bojownicy porwali Pakistańczyka Khushala Khana, wysokiej rangi przedstawiciela rządu. Razem z nim w ręce talibów dostało się sześciu funkcjonariuszy ochrony.
4 kwietnia rebelianci uwolnili Amerykanina Johna Soleckiego. Osoba podająca się za przedstawiciela porywaczy poinformowała pakistańskie media, że Solecki został wypuszczony ze względów humanitarnych.
W prowincji Buner, gdzie toczyła się operacja wojsk pakistańskich, 1 maja doszło do porwania 10 żołnierzy pakistańskich.

### Ofensywa pakistańska w Wadi-e Swat
Z przełomem stycznia i lutego rozpoczęły się ciężkie walki w Wadi-e Swat. Bojownicy kontrolowali większość rejonów w Wadi-e. W tych że walkach poległo 16 bojowników i jeden pakistański żołnierz.
Największa bitwa w tym okresie miała miejsce 3 lutego pod miejscowością Shamozai, gdzie to po 24-godzinnej wymianie ognia zginęło 35 islamistów. Po bitwie rebelianci wysadzili w powietrze budynek posterunku policji. W międzyczasie rebelianci zdołali porwać 30 funkcjonariuszy policji, lecz tego samego dnia ich uwolniono. Ofensywa wojska pakistańskiego była przyczyną wystosowania ultimatum porywaczy Piotra Stańczaka 4 lutego 2009 i jego egzekucja przeprowadzona 72 godziny później.

### Zajęcie Bajaur
28 lutego oficjalnie armia pakistańska poinformowała o zdobyciu okręgu i całkowitej kontroli nad Bajaur.
Bitwa była uważana za jeden z ważniejszych epizodów wojny w Pakistanie z terroryzmem. Bajaur jako twierdza talibów w Pakistanie miał wielki wpływ na inne tereny plemienne, gdzie działały terrorystyczne bojówki. Ponadto podczas bitwy stale do Bajaur napływały nowe bojówki z wschodniego Afganistanu, uspokajając tym sytuację w tamtym regionie.

### Rozejm w Wadi-e Swat
15 lutego islamscy radykałowie ogłosili 10-dniowy rozejm. Rebelianci domagali się od Islamabadu przywrócenia w Wadi-e prawa szariatu.
21 lutego w wyniku rozmów, władze Pakistanu i rebelianci zgodzili się przedłużyć rozejm z 15 lutego na czas nieokreślony.
13 kwietnia prezydent Pakistanu Asif Ali Zardari dekretem wprowadził szariat w Wadi-e Swat. Pakistańscy deputowani wcześniej przyjęli rezolucję ws. Doliny Swat, zarazem wzywającą prezydenta do podpisania. Prezydent zwlekał z podpisem, tłumacząc, że chciałby, aby najpierw w regionie zapanował pokój.
21 kwietnia talibowie całkowicie zajęli prowincję Buner w Wadi-e Swat. Stało się to po wycofaniu się armii Pakistanu. Jednak dzień później bojówki zaczęły się stopniowo wycofywać.

### Ataki terrorystów w Pakistanie
3 marca doszło do zamachu w Lahuar (o godz. 8:40 UTC+5) na wschodzie Pakistanu, w którym zginęło osiem osób. Zamach był wymierzony w autokar przewożący lankijską drużynę krykietową udającą się na stadion.
16 marca w wybuch bomby na przystanku autobusowym w mieście garnizonowym Rawalpindi, zginęło 8 osób, 17 rannych.
Podczas porannych modłów 27 marca w pakistańskim meczecie w Jarmud, zamachowiec-samobójca wysadził się w powietrze zabijając około 48 osób.
30 marca doszło do wielkiego ataku talibów w mieście Lahaur na ośrodek szkoleniowy policji. Po wielogodzinnych walkach terroryści się wycofali, jednak zabili wcześniej 22 funkcjonariuszy.
17 osób zginęło 4 kwietnia w ataku w Miran Szah, w którym celem ataku terrorystycznego był konwój paramilitarnych sił pakistańskich rozlokowanych na granicy z Afganistanem.
Dzień później o 5 osób więcej straciło życie w ataku terrorystycznym na meczet w Chakwal.
25 kwietnia w rejonie Dir w północno-zachodniej części kraju dwanaścioro dzieci zginęło w wyniku eksplozji ładunku wybuchowego umieszczonego w zabawce.
2 maja w okręgu Mohmmad na północ od Waziristanu grupa ok. 60 talibów zaatakowała korpus armii Pakistanu w posterunku przygranicznym. W walce zabito 16 bojowników, lecz wojsko straciło dwóch żołnierzy.

## Kwiecień 2009 – grudzień 2011: ofensywa armii pakistańskiej

### Operacja Czarna Burza
W okręgu Buner oraz Dir, leżący pod Przełęczą Chajberską, 26 kwietnia wojska pakistańskie rozpoczęły wielką ofensywę wymierzoną w talibów. Operacja Czarna Burza rozpoczęła się po zajęciu przez islamskich ekstremistów sąsiednie prowincje – Buner oraz Swat. Kolejną przyczyną podjęcia akcji militarnej przez Islamabad była krytyka ze strony Sekretarz Stanu USA Hillary Clinton, która podkreślała 22 kwietnia, że Pakistan nie jest w stanie obronić się przez islamistami, którzy mogą starać się przejąć broń nuklearną.
Wojska pakistańskie po nocnym bombardowaniu zdobyli 29 kwietnia ważne taktycznie miasto w prowincji Buner. Miastem tym jest Dagger. W wyniku akcji pakistańskich wojsk bojówki talibskie wycofały się z miasta. W czasie walk o miasto zginęło kolejnych 55 talibów.
6 maja armia rozpoczęła atakować rebeliantów na obrzeżach Mingory i tego samego dnia rozpoczęli oblężenie tego miasta.
W trakcie ciężkich walk o Mingorę 7 maja poległo 143 talibów. W ciągu jednego dnia, 9 maja armia w dystrykcie Shangla w Swat zabiła ponad 200 islamistów. Zniszczono tam obóz szkoleniowy talibów Banai Baba. W operacji zginęło dwóch pakistańskich wojskowych.
10 maja wojsko anulowało na siedem godzin, godzinę policyjną. W ten dzień z miast Swat uciekło aż 360 tys. cywilów. 15 maja na osiem godzin zniesiono godzinę policyjną w mieście Mingora, umożliwiając ucieczkę kolejnym cywilom. Jednocześnie wojsko oblegające miasto, wprowadziło zakaz wjazdu do Mingory. W Mingorze nie było elektryczności, brakowało pożywienia, wody i podstawowych środków do życia.

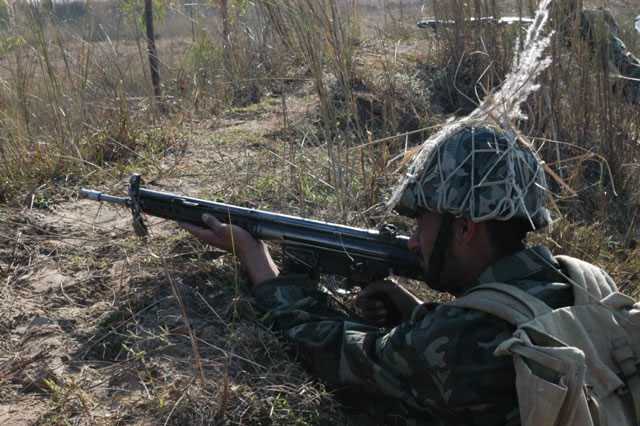
Pakistański żołnierz podczas walk

Według armii rządowej 15 maja talibowie zostali zwyciężeni w prowincji Buner, natomiast część armii pakistańskiej walczącej w Buner skierowała się do miasta Mingora, które było od 6 maja w stanie oblężenia. Kilkuset żołnierzy pozostało w Buner by kontrolować prowincję. Jednakże po tym oświadczeniu walki artyleryjskie nadal trwały w górskich obszarach Buneru. Wówczas talibowie zaczęli koncentrować siły wokół Mingory. Rebelianci kopali rowy, układali miny, budowali okopy, w odpowiedzi na zbliżające się do miasta wojska rządowe.
17 maja armia pakistańska odbiła miasto Matta po ciężkich walkach ulicznych. Walki artyleryjskie wybuchły też w miejscowości Kanju. Tego dnia odnotowano tysięczną ofiarę po stronie rebeliantów islamskich. Armia pakistańska 20 maja zdobyła miasto Sultanwas leżące w prowincji Buner. W trakcie walki o miasto zginęło 80 terrorystów, a 9 żołnierzy odniosło rany.
Armia pakistańska 23 maja weszła do głównego miasta Doliny Swat – Mingory, które było w oblężeniu od 6 maja. W walkach tego dnia zginęło co najmniej 17 bojowników. Walki uliczne według rzecznika armii generała-majora Athara Abbasa nie były wówczas prowadzone z całą siłą, ponieważ w mieście pozostawało jeszcze ok. 10% cywilów. 29 maja w miasta Peochar oraz Bahrajn zostały przejęte przez pakistańskie siły
bezpieczeństwa. 30 maja siły pakistańskie zdobyły kontrolę na głównym miastem Doliny Swat – Mingorą.
30 maja siły pakistańskie zdobyły kontrolę na głównym miastem Doliny Swat – Mingorą.
5 czerwca po ataku terrorystycznym na meczet w okręgu Dir, kiedy to zginęło 40 osób, ludność plemienna przystąpiła do walk z talibami. Do 7 czerwca 1000-1500 uzbrojonych wieśniaków napadło na 5 wiosek zajętych przez rebeliantów w regionie Dhok Darra. W walce z ok. 200 rebeliantami zginęło ich przynajmniej 11. Miejscowa ludność została zorganizowana w tzw. milicję Laskhar. Społeczeństwo szeroko popierało ofensywę armii pakistańskiej przeciwko talibom w Wadi-e Swat, łącznie z partiami opozycyjnymi, mediami, a nawet niektórymi liderami religijnymi. W walkach 8 czerwca zginęło 25 rebeliantów, a dzień później 14 rebeliantów i jeden żołnierz. Na pomoc walczącej wiejskiej milicji wysłano wojskowe helikoptery. Składająca się z 3 tys. ochotników milicja Laskhar w ciągu 10 dni zniszczyli 20 kryjówek i kilkanaście domów rebeliantów, oraz okrążyli talibów szukających schronienia na górze w rejonie Ghazigai. Zabili też 25 rebeliantów.
10 czerwca armia pakistańska rozszerzyła ofensywę na tereny okręgu Bannu, leżącego niedaleko Waziristanu. Wówczas w tym okręgu przebywało ok. 800 talibów. W walkach wojskom naziemnym pomagała artyleria oraz lotnictwo. W pierwszym dniu walk w Bannu zabito ok. 100 rebeliantów. W ataku artyleryjskim 11 czerwca zginęli kolejni ekstremiści.
12 czerwca armia pakistańska zdobyła kolejne miasto w Swat – Chupial. W bitwie o miasto poległo 39 rebeliantów i 8 żołnierzy.
W wyniku walk ze swoich domostw uciekło aż 3 miliony ludzi. Pakistan otrzymał międzynarodowe wsparcie finansowe. W trakcie trwania pakistańskiej ofensywy, rebelianci zorganizowali kilkanaście krwawych zamachów terrorystycznych.
Ofensywa zakończyła się objęciem formalniej kontroli przez siły bezpieczeństwa nad terenami doliny po tym, jak doszło do rozproszenia i przegonienia bojówek Tehrik-i-Taliban Pakistan. Jednak już kilka miesięcy po jej zakończeniu, talibowie faktycznie kontrolowali jej wiele terenów, na których dochodziło do aktów przemocy.

### Operacja lotnicza w Waziristanie
Po 2 miesiącach walk w Pakistan zdobył wyraźną przewagę nad talibami w Wadi-e Swat. W wyniku tego walki przenosiły się bardziej na zachód aż osiągnęły Waziristan z celem pochwycenia lidera talibów Baitullaha Mehsuda. Operacji pakistańskich sił lotniczych nadano kryptonim Rah i Nijat i rozpoczęła się 13 czerwca 2009, kiedy pakistańskie siły lotnicze zbombardowały domniemaną twierdzę Mehsuda stojącego na czele Tehrik-e-Taliban. Nalot był odwetem za zabójstwo z dnia poprzedniego duchownego Sarfraza Nemeei, znanego z krytyki wobec działalności talibów. Od tego moment górskie obszary Waziristanu w czerwcu codziennie były bombardowane przez lotnictwo pakistańskie oraz bezzałogowe samoloty USA.
30 czerwca 2009 talibowie ogłosili zerwanie układu rozejmowego podpisanego 21 maja 2008, który de facto był już wcześniej zamrożony. Radykałowie islamscy powiedzieli, że jest to odpowiedź na nieustające naloty w Waziristanie.

#### Śmierć Baitullaha Mehsuda
Operacja zakończyła się śmiercią Mehsuda 5 sierpnia 2009 roku. Lider talibów zginął w amerykańskim nalocie. Następcą Baitullaha w Tehrik-i-Taliban został Hakimullah Mehsud obrany przez szurę (zgromadzenie starszyzny) 21 sierpnia.

### Operacja w Chajber
Armia pakistańska po sukcesach w Wadi-e Swat i Waziristanie 1 września 2009 roku wznowiła operację w Przełęczy Chajberskiej, w której walki trwały na początku 2009 roku. Operacja na celu miała zniszczyć bazy talibów na pograniczu afgańsko-pakistańskim. We wrześniu rozpoczęła się też operacja w Agencji Kurram, która zakończyła się wyzwoleniem regionu w czerwcu 2010.
We wrześniu 2009 ogłoszono także oczyszczenie w 80% regionu Mohmand.
Ofensywa w Chajber zakończyła się 30 listopada przejęciem kontroli przez wojsko nad terenami przełęczy.

### Operacja lądowa w Południowym Waziristanie
Ofensywę lądową armia pakistańska w Południowym Waziristanie zainicjowała 17 października 2009, a do walk zaangażowano 28 tys. żołnierzy i 500 komandosów. Wówczas opór armii pakistańskiej stawiło ok. 10 tys. talibów. Rozpoczęcie ofensywy poprzedziły zmasowane ataki terrorystyczne w Pakistanie, w wyniku których zginęło ponad 150 ludzi.
Równocześnie z ciężkimi walkami w Południowym Waziristanie w Pakistanie trwała terrorystyczna kampania talibów, którzy przeprowadzali zamachy bombowe. Najwięcej zamachów miało miejsce w Peszawarze, gdzie zanotowano osiem poważnych aktów przemocy. Najpoważniejszy zamach miał miejsce 28 października 2009, kiedy to śmierć poniosło 117 osób. Łącznie terrorystyczna działalność ekstremistów na terytorium Pakistanu w czasie ofensywy, kosztowała życie ponad 350 cywilów.
Ofensywa zakończyła się 12 grudnia 2009, ogłoszeniem zwycięstwa przez premiera Yousafa Razę Gilaniego. Po niespełna dwóch miesiącach walk zginęło 600 rebeliantów, i 80 żołnierzy. Operacja zakończyła się objęciem kontroli nad górskimi terenami Południowego Waziristanu przez armię pakistańską, zniszczeniem talibskiej infrastruktury, a także dziesiątek górskich baz i kryjówek. Armia przechwyciła znaczne ilości talibskiej broni i amunicji, zniszczono także fabryki, w których je produkowano. Jednak nie schwytano, ani nie zabito żadnych z czołowych członków Talibanu, lecz walki w Południowym Waziristanie doprowadziły do ich ucieczki na przygraniczne pakistańskie tereny plemienne.

### Operacja w Orakzai
Po sukcesach w walce z talibami w Wadi-e Swat, walki zostały wznowione w Waziristanie, uznawanym za główny bastion rebeliantów. Szeroko zakrojona operacja zakończyła się śmiercią lidera Tehrik-i-Taliban Pakistan, Baitullaha Mehsuda, a także w grudniu 2009 całkowitym zajęciem Południowego Waziristanu. Jednym ze skutków operacji było przeniknięcie znacznej ilości talibów do Agencji Orakzai.
Na początku 2010 sytuacja w Waziristanie ustabilizowała się. Po zakończeniu ofensywy wszystkie Terytoria Plemienne Administrowane Federalnie oprócz Północnego Waziristanu i Agencji Orakzai były pod kontrolą rządu. W związku z tym 24 marca 2010 uruchomiono kolejną operację wojskową w Orakzai, zamieszkiwaną głównie przez Pasztunów.
20 kwietnia 2010 armia pakistańska ogłosiła, iż Agencja Bajaur jest wolna od strefy konfliktu. Rok wcześniej rząd zapewniał, iż talibowie zostali stamtąd wyparci.
1 czerwca 2010 wojsko pakistańskie oficjalnie ogłosiło zwycięstwo nad talibami w Orakzai. Ogłoszono też, że dla dalszej stabilizacji i neurtalizacji ostatnich rejonów oporu działania militarne będą kontynuowane. Według obserwatorów nadal połowa obszaru Agencji Orakzai faktycznie była pod kontrolą talibów, mimo stracenia ok. 1,5 tys. bojowników. Armia odniosła sukces w Południowym Orakzai, jednak w środkowych i północnych sektorach Agencji silne wpływy nadal mieli rebelianci. Równocześnie zakończono operację w sąsiedniej Agencji Kurram, gdzie od września 2009 zginęło 18 żołnierzy i ponad 200 talibów. Armia ogłosiła, iż kontrolowała 80% terenów Kurram.
6 grudnia 2010, po okresie partyzantki w Orakzai, władze Pakistanu przyznały, iż kontrolowały 85% Agencji Orakzai.

### Powódź w Pakistanie
Na przełomie lipca i sierpnia 2010 Pakistan został nawiedzony przez katastrofalną powódź, w której zginęło ponad 2000 osób. Głównymi terenami dotkniętymi przez kataklizm były tereny Chajber Pasztunchwa, w szczególności Wadi-e Swat, skąd wojsko w 2009 wyparło talibów. Powódź spowodowała zaprzestanie walk na frontach. Wykorzystali to talibowie, którzy wzmocnili się na zalanych terenach. Podczas powodzi talibski lider z Doliny Swat Mułła Fazullah wezwał bojowników do powrotu na tereny, z których zostali wyparci. Ekstremiści zdobyli także zaufanie powodzian, gdyż ich pomoc była często efektywniejsza od pomocy niesionej przez władze.
Po stabilizacji sytuacji powodziowej na początku września przez główne miasta północnego Pakistanu przetoczyła się fala krwawych zamachów samobójczych. Celami talibów były miasta Lahaur, Lakki Marwat, Kohat i Kweta, gdzie 3 września w najkrwawszym zamachu tego miesiąca zginęło 73 szyitów biorących udział w procesji.

### Naloty USA w Północnym Waziristanie
Północny Waziristan w 2010 nadal pozostawał nietkniętym bastionem talibskich ekstremistów i terrorystów z Al-Kaidy. Przez cały rok obszar ten był nękany przez ataki amerykańskich samolotów bezpilotowych, jednak kulminacja tych ataków nastąpiła we wrześniu 2010. Tylko w tym miesiącu doszło do aż 21 nalotów, w wyniku których zginęło ponad 100 rebeliantów. Zlikwidowano także kilka ważnych dowódców talibskich i Al-Kaidy m.in. Szejk Fateh, szef Al-Kaidy w Pakistanie i Afganistanie, który był odpowiedzialny za planowanie ataków na miasta Europy.
Zdecydowana postawa sił lotniczych USA spowodowała ponowne napięcie w stosunkach z Pakistanem, które wystąpiło już w 2008. Pakistan naloty uważał za naruszenie swojego terytorium i przypominał, że siły zachodniej koalicji mają mandat tylko na działania w Afganistanie. W jednym z nalotów helikopterowych 30 września w Agencji Kurram, zginęło trzech pakistańskich żołnierzy. W wyniku tarć, rząd pakistański wstrzymał 30 września ruch na szlaku zaopatrzeniowym dla wojsko NATO w Afganistanie, który wiedzie przez Przełęcz Chajberską. Siły NATO odpowiedziały, że mają prawo ścigać rebeliantów na terytorium Pakistanu.
9 października 2010 władze pakistańskie zgodziły się otworzyć przejście graniczne z Afganistanem w Torkhan na szlaku zaopatrzeniowym dla sił ISAF. Pierwsze ciężarówki przez granicę przejechały 10 października 2010. Wcześniej 4 października 2010 sekretarz generalny NATO Anders Fogh Rasmussen wyraził ubolewanie z powodu zabicia przez siły NATO żołnierzy pakistańskich. W czasie kiedy ciężarówki stały na pakistańskich parkingach doszło do sześciu różnych ataków islamskich rebeliantów, w wyniku których spłonęło 150 cystern. Przed ograniczeniami dostawy dla NATO z pakistańskich rafinerii wynosiły 500 cystern dziennie.
Do końca roku naloty w Północnym Waziristanie zdarzały się z częstotliwością kilku na tydzień. Nasilenie uderzeń Predatorów spadło w 2011.

### Operacja w Mohmand i walki partyzanckie (2010-2011)
3 listopada 2010 armia pakistańska zainicjowała operację w Agencji Mohmand. Bezpośrednią przyczyną było zburzenie przez talibów szkoły dla dziewczynek, co miało miejsce dzień wcześniej. Pierwszego dnia walk, armia zaatakowała kryjówki rebeliantów, zabijając 17 ekstremistów. Mimo tego radykalni talibowie w kolejnych dniach burzyli kolejne szkoły, co spotykało się z odwetami sił bezpieczeństwa. Walki w Mohmand stały na znacznie niższym poziomie intensywności w porównaniu z poprzednimi operacjami, ze względu na mniejszy opór rebeliantów. Jednak bojownicy nie rezygnowali z przeprowadzania zasadzek na pakistańskich żołnierzy. Najpoważniejsza potyczka miała miejsce 24 grudnia 2010, kiedy to grupa 150 rebeliantów zaatakowała niespodziewanie bazę korpusu granicznego FC. W walkach poległo 11 żołnierzy i 24 bojowników. W styczniu i lutym 2011 łącznie poległo ponad 100 talibów w Mohmand. Po tym regularne walki w tej agencji ustały.
W 2011 w większości regionów walki toczyły się sporadycznie i przybrały charakter ataków talibów na posterunki wojsk rządowych. W związku z uspokojeniem sytuacji na froncie, armię pakistańską zaangażowaną w walkę z talibami rozdzielono na trzy części: jedna usuwała skutki klęsk naturalnych, druga została wysłana na granicę z Indiami, a trzecia zmagała się z talibską rebelią. Spadła także liczba zamachów terrorystycznych w wykonaniu talibów. Największe zamachy to wybuch samochodu-pułapki w Faisalabad z 8 marca 2011 (24 zabitych, 132 rannych), wybuch kolejnego samochodu-pułapki w Peszawarze dzień później (36 zabitych) oraz wybuchy bomb w sufickiej świątyni w Dera Ghazi Khan z 3 kwietnia 2011 (49 zabitych).

### Śmierć Usamy ibn Ladina i odwety terrorystów
2 maja 2011 wojska amerykańskie zabiły Usamę ibn Ladina po 40-minutowej wymianie ognia w jego rezydencji w miejscowości Abbottabad około 60 km na północny wschód od Islamabadu. Założyciel i lider Al-Kaidy został zabity przez amerykańskich komandosów z Navy SEALs. Zlecenia zabicia terrorysty nr 1. na świecie zlecił prezydent USA Barack Obama, który jako pierwszy podał informację o zabiciu terrorysty do opinii publicznej. Operacji 24 komandosów sił specjalnych Navy Seals Team Six ST6 nadano kryptonim Trójząb Neptuna.
Po śmierci terrorysty nr 1 na świecie w Pakistanie zamatowano zwiększenie aktywności islamskich radykałów. W całym kraju doszło do kilkunastu zamachów terrorystycznych. Najkrwawszy z nich wydarzył się 13 maja w Charsaddzie. Podwójny zamach bombowy w wojskowym centrum szkoleniowym zabił 80 osób, a ranił 140. Inny zuchwały atak miał miejsce w Hangu, gdzie 26 maja w wyniku eksplozji samochodu-pułapki zginęło 38 osób, a 52 odniosły obrażenia. 22 maja talibowie szturmowali port marynarki wojennej w Karaczi. Armia pakistańska po wielogodzinnej bitwie pokonała rebeliantów. W starciach zginęły 24 osoby.
Jednocześnie na granicy afgańsko-pakistańskiej lotnictwo amerykańskie zwiększyło liczbę nalotów z samolotów bezzałogowych. W jednym z takich nalotów 3 czerwca zginął ważny dowódca bojowy Al-Kaidy – Iljas Kaszmiri.

### Operacja w Kurram
W lutym 2011 szyicka starszyzna plemienna z talibami w Kurram zawarła porozumienie rozejmowe. Talibowie i sunnickie grupy przez nich wspierane atakowali wcześniej podróżnych szyitów na kluczowej częściowo zablokowanej drodze Thall-Parachinar, która stanowi część szlaku tranzytowego między Islamabadem a Kabulem. Jednak względny spokój trwał miesiąc. 25 marca 2011, bojownicy wzięli konwój transportujący szyitów w zasadzkę, w której zginęło 13 osób. Do niewoli wzięto ponadto 45 osób. Talibowie nie podjęli negocjacji, które mogłyby doprowadzić do uwolnienia zakładników. Przystąpili za to do dalszych ataków. Za ataki obarczono Fazala Saeeda, dowódcy Tehrik-i-Taliban Pakistan w Kurram, lojalnego wobec Hakimullaha Mehsuda dowódcy talibów Pakistanie. Rząd przez mieszkańców został oskarżony, iż jest obojętny wobec losowi szyitów, nie potrafi zapewnić im bezpieczeństwa i nie kontroluje terytorium kraju. Wobec tych zarzutów w maju władze zadecydowały o wkroczeniu wojsk do Kurram.
Operacja militarna toczyła się w dniach 4 lipca – 18 sierpnia 2011. Zaangażowano w niej 4 tys. żołnierzy, ciężką artylerię oraz lotnictwo i wojsko pancerne. Głównym celem operacji było zniszczenie struktur talibów w Agencji Kurram oraz zabezpieczenie szlaku tranzytowego Thall-Parachinar. Operacja zakończyła się sukcesem, osiągnięto zakładane cele operacji, lecz wiele talibów uciekło do Chajber oraz Orakzai.

### Negocjacje z talibami i pogorszenie stosunków Pakistan-NATO
21 listopada 2011 talibskie dowództwo Tehrik-i-Taliban Pakistan potwierdziło, iż prowadziło wstępne rozmowy pokojowe z rządem pakistańskim. W październiku i listopadzie 2011 odbyły się trzy rundy negocjacji, które dotyczyły głównie obszaru Południowego Waziristanu. Mediatorzy ocenili rozmowy jako bardzo trudne. Talibowie zażądali od Islamabadu uwolnienia więźniów, a także zapłatę odszkodowania za zniszczenia podczas ofensyw militarnych. 23 listopada rzecznik talibów zaprzeczył słowom dowództwa rebeliantów, jakoby talibowie prowadzili negocjowali z rządem. Według światowych agencji prasowych świadczyło to jedynie o głębokich podziałach wśród pakistańskich talibów, jakie dokonały się na przestrzeni lat walki z władzami w Islamabadzie. Możliwy był też scenariusz, że rozmowy zerwano, gdyż żadnej ze stron nie udało się uzyskać w nich postępu.
26 listopada 2011 o godz. 2:00 czasu lokalnego śmigłowce NATO dokonało nalot na dwa wojskowe posterunki w Agencji Mohmand w miejscowości Salala, 2,5 km od granicy z Afganistanem. Zginęło w nim 24 pakistańskich żołnierzy, a 13 odniosło rany. Strona pakistańska uznała atak za nieuzasadniony przejaw agresji, przeprowadzony na oślep. W konsekwencji bardzo pogorszyły się i tak chłodne stosunki między NATO a władzami Pakistanu. Pakistan postanowił zamknąć szlak zaopatrzeniowy dla sił NATO, przez które do Afganistanu trafiał sprzęt dla stacjonujących tam wojsk. Poruszające się po nim ciężarówki i cysterny z paliwem zostały zatrzymane w pobliżu Peszawaru. Pakistan zażądał także, żeby w ciągu 15 dni amerykański personel opuścił bazę sił powietrznych w pakistańskim Shamsi. Rząd Pakistanu zapowiedział również weryfikację stosunków z USA i NATO
NATO złożyło ubolewanie i kondolencje rodzinom ofiar feralnego ataku, który był najtragiczniejszą pomyłką od podjęcia współpracy Pakistanu z koalicją antyterrorystyczną po 2001. Również Sekretarz stanu Hillary Clinton i szef Pentagonu Leon Panetta we wspólnym oświadczeniu przekazali wyrazy współczucia z powodu śmierci pakistańskich żołnierzy. Dowództwo NATO w Afganistanie zapowiedziało śledztwo związku z pomyłkowym nalotem.
10 grudnia 2011 Maulvi Faqir Mohammad powiedział, że doszło do kolejnych rozmów pokojowych z rządem, który uwolnił na wstępie 145 talibów i wnioskował o zawieszenie broni. Rozmowy dotyczyły ziem agencji Bajaur. Oceniono je jako idące w dobrym kierunku, dzięki czemu mogły zostać rozszerzone na pozostałe ziemie szargane konfliktem. Dzień później rzecznik pakistańskich talibów Ehsanullah Ehsan ponownie zaprzeczył doniesieniom o negocjacjach. Ponadto Ehsan dodał, że nie ma mowy o negocjacjach, dopóki rząd centralny Pakistanu nie wprowadzi w kraju prawa szarijatu. 12 grudnia 2011 także pakistański rząd zaprzeczył prowadzeniu rokowań z talibami. Władze zadeklarowały, iż przystąpią do rozmów, jeśli rebelianci złożą broń i wyrzekną się przemocy.

## Styczeń 2012 - nadal

### Partyzantka talibów (2012)
Mimo iż armia ogłosiła wiele sukcesów podczas operacji z lat 2009-2011, to talibowie za rządów Hakimullaha kontrolowali faktycznie niemal całe obszary Terytoriów Plemiennych Administrowanych Federalnie (FATA) oraz sąsiedniej prowincji Chajber Pasztunchwa. Formalnie obowiązywała tam administracja podległa władzom z Islamabadu, jednak największe wpływy mieli partyzanci.
W 2012 talibowie zintensyfikowali ataki na plemienne milicje prorządowe tzw. lashkar. Rebelianci niszczyli także instytucje edukacyjne. Najczęstsze ataki miały miejsce w Agencji Chajber, do której talibowie zostali zepchnięci po operacjach w Kurram oraz Orakzai. Talibowie przyjęli styl partyzancki, gdyż przeprowadzali dziesiątki ataków na siły przeciwników. Do tego dochodziły poważne zamachy terrorystyczne, walki przygraniczne. W operacji przeciwko partyzantom dochodziło do sporadycznych nalotów amerykańskiego lotnictwa. W styczniu 2012 w operacjach odwetowych zginęło 312 talibów, natomiast w wyniku ich działalności zginęło 101 członków sił bezpieczeństwa (milicje, policja, wojsko, siły paramilitarne FC), a także 133 cywilów. W lutym 2012 liczba zabitych talibów spadła – 120 zabitych – przy 98 zabitych funkcjonariuszy sił bezpieczeństwa i 208 cywilach.
Według tajnego raportu NATO, który w lutym 2012 wyciekł do mediów, pakistańskie służby wywiadowcze ISI bezpośrednio pomagały talibom w Afganistanie. Ponadto materiału, który opierał się na 27 tys. przesłuchań ponad 4 tys. schwytanych talibów, członków Al-Kaidy oraz innych rebeliantów i cywilów, wynikło, iż Taliban miał poparcie wśród cywilów, a nawet funkcjonariuszy armii i policji.
W wyniku wyniszczających ataków talibów, 12 marca 2012 armia podjęła operację na małą skalę w Chajber. Najcięższe walki toczono pod miastem Bara. W pierwszym tygodniu walk zginęło tam 25 rebeliantów i czterech żołnierzy. Do końca marca 2012 z terenów walk uciekło ponad 101 tys. cywilów.
Komisja parlamentu Pakistanu zażądała oficjalnie 20 marca 2012 zaprzestania nalotów amerykańskich dronów na górskie regiony Pakistanu, kontrolowanych przez talibów. Miało to związek z atakiem NATO z listopada 2011, kiedy to zginęli pakistańscy żołnierze. Pakistan był skory po zrealizowania żądania, zezwolić na wznowienie dostaw dla wojsk ISAF, lecz pod opodatkowaniem.
Dopiero po przeprosinach Sekretarz Stanu USA, Hillary Clinton, za nalot na pakistańskich żołnierzy, 3 lipca 2012 Pakistan ponownie otworzył szlaki zaopatrzeniowe dla NATO.
W drugiej połowie 2012 poziom przemocy związany z działalnością pakistańskich talibów znacznie zmalał. Aktywna nadal pozostawała nadal siatka Hakkaniego i Tehrik-i-Taliban. W 2012 doszło łącznie 1577 ataków terrorystycznych, które pozbawiły życia łącznie 2050 osób, z czego aż połowa to ofiary przemocy na tle etnicznym. W związku z tym ogólny poziom ataków terrorystycznych spadał, jednakże rosła liczba ofiar konfliktu między sunnitami i szyitami. Najwięcej ofiar działalności talibów spowodowane było eksplozjami min-pułapek i zdalnie sterowanych bomb. Spadał poziom zamachów samobójczych, ataków rakietowych oraz szturmów na posterunki wojskowe w porównaniu z latami ubiegłymi. Z kolei ogólnie rozumiana przemoc w Pakistanie, na którą składają się ataki za pomocą amerykańskich samolotów bezzałogowych, działalność gangów i organizacji przestępczych, przemoc na tle politycznym, plemiennym, religijnym, spowodowała śmierć 5047 osób, co jest liczbą dwukrotnie mniejsza w porównaniu z rokiem 2010.

### Przemoc na tle religijnym (2013)
10 stycznia 2013 sunnicka organizacja Laszkar-e-Dżangwi przeprowadziła potrójny zamach bombowy w Kwecie w wyniku czego śmierć poniosło ponad 90 osób. Organizacja odpowiedzialna za zamach chciała podsycić konflikt sunnicko-szyicki, który narastał w Pakistanie od przełomu lat 2011/2012, by wprowadzić w kraju sunnicką teokrację. Ponowny zamach w Kwecie miał miejsce 16 lutego 2013. Wówczas zginęło ponad 80 osób. Ładunek wybuchowy ukryty w cysternie samochodowej został zdetonowany zdalnie w pobliżu targowiska. W wyniku eksplozji zawalił się dwupiętrowy budynek. Laszkar-i-Dżangwi było również odpowiedzialne za zamach z 3 marca 2013 kiedy to w Abbas Town pod Karaczi, w wyniku wybuchu samochodu-pułapki zginęło 45 osób.
11 maja 2013 w Pakistanie odbyły się wybory parlamentarne podczas których talibowie dokonali kilku ataków, w wyniku których zginęło 30 osób, a 200 zostało rannych. Wybory wygrała Pakistańska Liga Muzułmańska z Nawazem Szarifem na czele.
Kolejnym szczególnie krwawym dniem okazał się 30 czerwca 2013, kiedy to doszło do serii skoordynowanych ataków, Kwecie, Peszawarze i Mirszanah. Zginęło w nich łącznie 52 osób. 26 lipca 2013 w ataku na szyicki meczet w Parachinar zginęło 57 osób. Tymczasem 22 września 2013 doszło do ataku terrorystycznego na chrześcijański kościół w Peszawarze. Dwóch zamachowców samobójców wysadziło się w powietrze, kiedy wierni opuszczali świątynie. Zginęło 80 osób. Tydzień później doszło do wybuchu bomby na targowisku w Peszawarze. Wówczas śmierć poniosły 43 osoby.

### Bitwa o Dolinę Tirah (2013)
Pakistańska armia wspierana przez lotnictwo i milicję Laszkar, rozpoczęła 5 kwietnia 2013 operację „Rah-e-Shahadat” (Droga do męczeństwa), której celem było wyparcie talibów z Doliny Tirah w Agencji Chajber tuż przy granicy z Afganistanem. Operację poprzedziły trzymiesięczne walki partyzanckie, w wyniku których zginęło 250 osób, a od 200 do 300 tys. cywilów musiało porzucić swoje domostwa. Talibowie z Tehrik i-Taliban i Laszkar i-Islam przejęli kontrolę nad Doliną Tirah. Tym samym armia uruchomiła pierwszy raz od dwóch lat szeroko zakrojoną operację.
Operacja w Wadi-e Tirah przebiegała według znanego schematu – najpierw Pakistańskie Siły Powietrzne bombardowały kryjówki rebeliantów, następnie do akcji przystąpiły lądowe siły zbrojne. W ciągu pięciu dni operacji zginęło 110 islamistów oraz 23 żołnierzy. Najkrwawsze starcie lądowe miało miejsce w Sipah 12 kwietnia 2013, kiedy to zginęło dziewięciu żołnierzy i siedmiu talibów. Operacja trwała dwa i pół miesiąca, do 20 czerwca 2013, kiedy to pakistańska armia ogłosiła sukces i „wyczyszczenie” Doliny Tirah z talibskich bojówek.
W międzyczasie, 29 maja 2013, w nalocie pod Miranshah zginął Wali-ur-Rehman, nr 2 pakistańskich talibów i dowódca TTP na terenie Południowego Waziristanu.
Począwszy od lipca 2013 pakistańscy talibowie wysyłali do Syrii, gdzie toczyła się wojna domowa, setki bojowników, którzy walczyli w ramach islamistycznej międzynarodówki u boku Islamskiego Państwa w Iraku i Lewancie, będącym siatką Al-Kaidy. Tehrik i-Taliban wyruszył do Syrii, by wesprzeć „przyjaciół mudżahedinów” faktycznie walczyli tam, by scementować sojusz z Al-Ka’idą oraz by wzmocnić swoje oddziały.

### Droga do rokowań pokojowych i śmierć Hakimullaha Mehsuda (2013)
We wrześniu 2013 władze Pakistanu i TTP zgodziły się na pośrednie rozmowy prowadzone przez pięciu ewentualnych pośredników, cieszących się szacunkiem władz pakistańskich, plemiennych przywódców i talibów. Terminu rozmów ustalono na 2 listopada 2013. Już grudniu 2012 roku talibowie zapowiedzieli, że gotowi są podjąć rozmowy z rządem, ale nie zgodzili się złożyć broni, czego żądał Islamabad.
Tymczasem 23 października 2013 premier Pakistanu Nawaz Sharif w czasie spotkania z Barackiem Obamą w Waszyngtonie zażądał zaprzestania ataków samolotów bezzałogowych na cele na pakistańskim terytorium. Jednak według gazety „Washington Post”, która weszła w posiadanie tajny dokumentów CIA i władz pakistańskich, Islamabad mimo oficjalnego sprzeciwu, aprobował amerykańskie rajdy w wykonaniu samolotów bezzałogowych. Władze Pakistanu zdementowały te informacje. Z kolei 1 listopada 2013, na dzień przed planowanymi rokowaniami między stroną pakistańską a talibami, w amerykańskim nalocie zginął lider TTP, Hakimullah Mehsud. Jego zgon nastąpił po wystrzeleniu czterech pocisków w poruszający się samochód w miejscowości Dande Darpakhel, 5 km na północ od Mirshanah w Północnym Waziristanie. W ataku zginął również jego zastępca Tariq Mehsud, dwóch innych bojowników i ochroniarz. Nowym liderem pakistańskich talibów został mianowany Fazlullah, dotychczasowy lider talibów w Wadi-e Swat. Jego wybór przez szurę miał miejsce 7 listopada 2013. Talibowie wyznaczyli również na człowieka numer dwa swoich bojowników Chalida Hakkaniego. Siatka Hakkaniego uważana jest za najbardziej agresywną grupę partyzancką na pograniczu afgańsko-pakistańskim.
Atak z Dande Darpakhel został oprotestowany przez pakistańskie władze, których zdaniem poczynania CIA niweczyły wysiłki prowadzące do rozmów pokojowych. Islamabad ogłosił, iż podda rewizji „wszystkie aspekty” współpracy Pakistanu ze Stanami Zjednoczonymi. Po ataku talibowie zerwali dialog pokojowy, grożąc atakami odwetowymi na instytucje rządowe i pakistańskie siły bezpieczeństwa. W proteście 23 listopada 2013 szlak zaopatrzeniowy NATO został zablokowany w Peszawarze.
18 grudnia 2013 wojsko pakistańskie przeprowadziło najazd na pozycje partyzantów w Północnym Waziristanie po samobójczym ataku na wojskowy punkt kontrolny, w którym zginęło pięciu żołnierzy. Tymczasem w odwecie śmierć poniosło 23 rebeliantów. Według raportu Pakistańskiego Instytutu Studiów Pokojowych (PIPS) wynika, że w 2013 w Pakistanie miało miejsce 1700 zamachów terrorystycznych, z których ponad 60%. przeprowadziło Tehrik-i-Taliban Pakistan i ich sojusznicy.

### Intensyfikacja działania TTP i jednostronne zawieszenie broni
Tymczasem w styczniu 2014 nastąpiła intensyfikacja działań partyzantów. 5 stycznia 2014, 15-latek zginął w ataku zamachowca-samobójcy na szyicką szkołę w Hangu. 21 stycznia 2014 ekstremiści z ugrupowania Laszkar-e-Dżangwi zabili 29 pielgrzymów podczas ataku terrorystycznego na autobus pod Kwetą. Tego samego dnia zastrzelono trzech szyitów w Karaczi. Tego miesiąca bojownicy częściej atakowali polityków. Członek Narodowej Partii Awami został zastrzelony w Peszawarze 12 stycznia 2014. Tego samego dnia w dystrykcie w Swat zabito sześciu członków Muzułmańskiej Partii Pakistanu prezydenta Szarifa. 19 stycznia 2014 zamachowiec samobójca wysadził się w powietrze w wojskowym kompleksie w Bannu, zabijając 20 żołnierzy. Dzień później podobny atak miał miejsce w Rawalpindi, gdzie śmierć poniosło 14 osób, w tym siedmiu żołnierzy.
6 lutego 2014 rozpoczęły się pierwsze oficjalne rozmowy między rządem i przedstawicielami talibów, których nie reprezentowali bezpośredni członkowie, a sympatycy tacy jak przywódca religijny Maulana Sami-al-Hak, główny duchowny Czerwonego Meczetu w Islamabadzie Maulana Abdul Aziz oraz przywódca partii muzułmańskich fundamentalistów Dżamaat-e-Islami, Ibrahim Khan. Talibowie żądali wprowadzenia w Pakistanie prawa koranicznego oraz całkowitego wycofania wojsk amerykańskich z Afganistanu. Rozmowy załamały się, kiedy rebelianci ogłosili 16 lutego 2014, iż ścięli 23 żołnierzy „Frontier Corps”. Pogranicznicy zostali porwani w czerwcu 2010 roku na przejściu granicznym w Shongari, w regionie Mohmand na północnym zachodzie Pakistanu. 19 lutego 2014 talibowie zaproponowali rządowi zawieszenie broni, jednak Islamabad odrzucił propozycję, bombardując dzień później sześć celów w Północnym Waziristanie, pozbawiając tym samym życia 40 bojowników.
1 marca 2014 talibowie ogłosili jednostronne miesięczne zawieszenie broni, mające na celu ożywienie rozmów pokojowych. Jednak jeszcze tego samego dnia, w wyniku wybuchu bomby w prowincji Chajber Pasztunchwa, której celem był konwój wiozący pracowników służby zdrowia, szczepiących przeciwko polio. W zamachu zginęło 11 funkcjonariuszy policji, chroniących konwój. 2 marca 2014 minister spraw wewnętrznych ogłosił wstrzymanie ataków lotniczych na kryjówki talibów. Pięć dni później minister obrony, Chawaja Asif, ostrzegł, że ataki lotnicze zostaną wznowione, jeśli talibowie nie będą respektować zawieszenia broni. 3 marca 2014 w zamachu samobójczym w Islamabadzie zginęło 11 osób, a 24 zostały ranne. Do przeprowadzenia misji samobójczej przyznało się ugrupowanie Ahrar al-Hind, odłam TTP. Grupa ta jest także odpowiedzialna za atak żołnierzy FC z 14 marca 2014 i zamachu na targowisku w Peszawrze w wyniku którego śmierć poniosło 18 osób.
26 marca 2014 przedstawiciele władz Pakistanu przeprowadzili pierwsze bezpośrednie rozmowy pokojowe z wysokimi rangą członkami talibów w Północnym Waziristanie. TTP domagało się uwolnienia 300 swoich sympatyków oraz utworzenia „strefy wolnej podróży” w Południowym Waziristanie.